# Miguel Culaciati
Miguel Juan Culaciati (n. 1879-f. 1970) fue un abogado y político argentino que, entre otros cargos, fue Comisionado Municipal de Rosario en dos ocasiones.

## Biografía
Culaciati se formó en el, por entonces, Colegio Nacional N.º 1 de Rosario (hoy EEM N.º 430). Luego estudió abogacía en la Universidad de Buenos Aires y se especializó en derecho constitucional.
Profesionalmente se desempeñó como abogado en la Bolsa de Comercio de Rosario y en el Centro de Exportadores de Cereales.
En 1912, cuando se llevaron a cabo las primeras elecciones bajo la Ley Sáenz Peña, Culaciati fue elegido Diputado Provincial por la Provincia de Santa Fe.
En 1915 fue designado Intendente de Rosario, cargo en el que solo permanece poco más de cuatro meses.
Años más tarde, la Unión Cívica Radical, lo postuló como candidato a Diputado Nacional, resultando electo para el período de 1922 a 1926.
Cuando en 1924 se produjo la escisión interna en la UCR que lleva a la creación del «antipersonalismo», Culaciati fue uno de los que siguió esta corriente política.
En 1935 es designado  como Comisionado Municipal (se llamaba Comisionado al jefe municipal no elegido) de Rosario a través de la Intervención Federal que separa del cargo al demócrata progresista José Perfumo.
Como Comisionado Municipal, fue un administrador eficaz. Supo disminuir el, hasta entonces, eterno déficit municipal con ayudas de la provincia –a través de mayor participación en la recaudación fiscal– y de la Nación –con la construcción de accesos a la ciudad–.
Desde el comienzo de su gestión dio a conocer su proyecto de encarar la construcción de obras públicas entre las que se incluían la construcción de la avenida costanera en el tramo de Alberdi a La Florida, la pavimentación de Bulevar Rondeau y la construcción de hornos crematorios de basuras.
También se planeó la ampliación del Parque Independencia, hecho que se logra con la creación del Museo Municipal de Bellas Artes Juan B. Castagnino, primer museo concebido para exhibir obras de arte en el país. También se retoma el proyecto y se habilita el primer tramo de la Avenida Belgrano.
Otro de los accesos a la ciudad de se mejoraron fue el de calle Córdoba hacia Ruta 9, espacio que se ajardina hasta el predio del Jockey Club de Rosario, que había sido adquirido poco tiempo antes por esa entidad.
En 1941 fue designado por Ramon S. Castillo como ministro del Interior de la Nación, cargo que mantuvo hasta el derrocamiento del gobierno nacional el 4 de junio de 1943.
Luego de su paso por dicho ministerio se apartó de la vida política. Falleció en su Rosario natal en 1970. Sus restos descansan en el Cementerio El Salvador.